# Ghislaine Maxwell
Ghislaine Maxwell (/ˌɡiːˈleɪn, -ˈlɛn/ ghee-LAYN, -⁠LEN; sinh ngày 25 tháng 12 năm 1961)  là một  người chuyên quan hệ xã hội và cáo buộc là người môi giới mại dâm người Anh người được biết đến với sự hợp tác với Jeffrey Epstein. Là  con út của ông trùm xuất bản thất sủng Robert Maxwell, cô chuyển đến Hoa Kỳ sau cái chết của cha mình năm 1991 và trở thành cộng sự thân cận của nhà tài chính và sau đó bị kết án tội phạm tình dục Jeffrey Epstein. Maxwell đã phải đối mặt với những cáo buộc dai dẳng về việc mua sắm và buôn bán tình dục những cô gái chưa đủ tuổi vị thành niên cho Epstein và những người khác. Bản thân cô đã bác bỏ những cáo buộc này.
Maxwell thành lập nhóm vận động đại dương Dự án TerraMar vào năm 2012. Tổ chức này tuyên bố đóng cửa vào ngày 12 tháng 7 năm 2019, một tuần sau khi các cáo buộc buôn bán tình dục do các công tố viên liên bang New York chống lại Epstein trở nên công khai. Vào ngày 27 tháng 12 năm 2019, Reuters đã báo cáo rằng Maxwell nằm trong số những người bị FBI điều tra vì đã đưa gái cho Epstein. Kể từ khi Epstein bị bắt, Maxwell đã lẩn trốn, chỉ liên lạc với các tòa án thông qua luật sư của cô, kể từ ngày 30 tháng 1 năm 2020, đã từ chối chấp nhận dịch vụ của ba vụ kiện thay cho Maxwell. Vào ngày 12 tháng 3 năm 2020, cô đã đệ đơn kiện lên Tòa án Tối cao ở Quần đảo Virgin thuộc Hoa Kỳ để đòi bồi thường từ tài sản của Epstein cho các chi phí pháp lý của mình.